# مصطفى التبريزي
مصطفى بن حسن بن محمّد باقر التبريزي الشهير أيضًا بـالمجتهد (1878 - 13 يونيو 1919) فقيه شيعي وشاعر إيراني. ولد في تبريز، ونشأ فيها. ثم هاجر إلى النجف لطلب العلم، فأخذه على كبار علمائها. شعره بالعربية جيّد حسن السبك، رائق اللفظ، نظمه في مناسبات مختلفة ومواضيع عديدة وكان له مساجلات مع شعراء عصره. توفي في مسقط رأسه.

## سيرته
ولد مصطفى بن حسن بن محمّد باقر التبريزي الشهير بالمجتهد، في تبريز سنة 1295 هـ/1878 م وقيل سنة 1297 هـ /1880م ونشأ بها. تتلمذ عند أبيه إضافة إلى سائر علماء مسقط رأسه. ثم هاجر إلى النجف لطلب العلم وحضر عند كبار علماء النجف من أمثال: محمد كاظم الخراساني، وفتح الله الإصفهاني، ومحمد كاظم اليزدي، والميزرا أبو القاسم الأوردبادي. تبحر في الفقه الجعفري والأصوله والفلكيات والرياضيات والأدب العربي وله أشعار بالعربية والفارسية. 

أثناء إقامته في النجف حج بيت الله الحرام وخلال سفره أصيب بالفالج فصار مقعدا، ثم سافر إلى طهران وبقي فيها يعالج داءه ولكن لم يبرأ، ثم مضى إلى مسقط رأسه فبقي فيه إلى أن توفي في 15 رمضان سنة 1337 هـ/ 13 يونيو 1919 م ونُقل جثمانه إلى النجف ودفن هناك.

## مؤلفاته
له مؤلفات عديدة منها:
- حاشية كفاية الأصول
- اللباس المشكوك
- رسالة في علمي العروض والقافية
- حاشية لسان الخواص
- رسائل في الفلكيات والرياضيات
- ديوان شعر
- قاعدة الخطئين